# Adiós Pampa mía (película)
Adiós Pampa mía es una película de Argentina en blanco y negro dirigida por Manuel Romero según su propio guion que se estrenó el 27 de diciembre de 1946 y que tuvo como protagonistas a Alberto Castillo, Perla Mux, Alberto Vila y María Esther Gamas. Primera película de Alberto Castillo y gran repercusión popular.

## Sinopsis
Un humilde traspunte del teatro llega a astro de la canción.

## Reparto
- Alberto Castillo …Alberto
- Perla Mux …Isabel
- Alberto Vila …Carlos
- María Esther Gamas …Inés
- Francisco Charmiello …Palmeri
- Herminia Franco …Nelly
- Julio Renato …Empresario
- Rodolfo Díaz Soler …Eduardo
- Osvaldo Moreno …Locutor
- Walter Zuker …Un "boy"
- Julio Rubino …Traspunte
- Rosita Trojan …Bailarina 1
- Nora Merlak …Bailarina 2
- Nelly Altamirano …Bailarina 3
- Lalo Bello …Bailarín de tango
- Julia Bello …Bailarín de tango
- Milita Brandon …Bailarina
- Rafael Diserio
- Mario Césari

## Comentarios
La crónica de La Razón dijo sobre el filme:

”Destinada exclusiamente a explotar la resonancia que entre nuestro público tiene aquel cultor de la canción popular."

Por su parte Roland en Crítica lo consideró un:

”Sainete musicado para presentación de Alberto Castillo."